# Чемпіонат Європи з дзюдо серед спортсменів з порушеннями зору 2019
Чемпіонат Європи з дзюдо серед спортсменів з порушеннями зору 2019 проходив з 23-го по 29-е липня у місті Генуя (Італія).  У чемпіонаті взяли участь понад 130 спортсменів з 18 країн. 
Національна збірна команда України була представлена 9 спортсменами та виборола 3 золотих і 4 бронзові медалі та очолили турнірну таблицю чемпіонату Європи. Найкраще від команди України виступили: Хорава Давид, Назаренко Олександр та Черняк Інна, котрі вибороли золото чемпіонату Європи.

## Нагороди
Нагороди українських паралімпіців.
| Медаль | Спортсмен                              | Дисципліна     |
| ------ | -------------------------------------- | -------------- |
| Золото | Давид Хорава                           | в/к до 66 кг   |
| Золото | Олександр Назаренко                    | в/к до 90 кг   |
| Золото | Інна Черняк                            | в/к до 52 к    |
| Бронза | Дмитро Соловей                         | в/к до 81 кг   |
| Бронза | Руфат Магомедов                        | в/к до 73 кг   |
| Бронза | [[Гарник Анастасія\|Анастасія Гарник]] | в/к понад 78 к |
| Бронза | Людмила Логацька                       | в/к до 57 кг   |

| Місце | Країна          | Золото | Срібло | Бронза | Загалом |
| ----- | --------------- | ------ | ------ | ------ | ------- |
| 1     | Україна         | 3      | 0      | 4      | 7       |
| 2     | Росія           | 2      | 6      | 5      | 13      |
| 3     | Туреччина       | 2      | 1      | 3      | 6       |
| 4     | Азербайджан     | 1      | 4      | 5      | 10      |
| 5     | Грузія          | 1      | 1      | 0      | 2       |
| 6     | Франція         | 1      | 1      | 0      | 2       |
| 7     | Німеччина       | 1      | 0      | 3      | 4       |
| 8     | Італія          | 1      | 0      | 0      | 1       |
| 9     | Румунія         | 1      | 0      | 0      | 1       |
| 10    | Велика Британія | 0      | 0      | 3      | 3       |